# ای‌بی‌سی آفریقا
ای‌بی‌سی آفریقا فیلمی به کارگردانی عباس کیارستمی محصول سال ۱۳۷۹ است.

## موضوع داستان
ای‌بی‌سی آفریقا فیلمی است مستند با ساختار داستانی که به ماجرای سفر گروه عباس کیارستمی به قاره آفریقا می‌پردازد. آن‌ها طی این سفر قصد دارند فیلمی دربارهٔ بیماری ایدز و کودکان آفریقایی مبتلا به این بیماری بسازند.